# Marcin Molski
Marcin Molski pseud. i krypt.: Dawny podkomendny; Jeden z wysłużonych w wojsku; M.; M...; M... M.; M. M.; Przyjaciel; Przyjaciel domu; X. J. S. P., (ur. w 1751 w Starej Brzeźnicy, zm. 13 kwietnia 1822 w Warszawie) – polski wojskowy, poeta satyryczny, autor licznych panegiryków, wolnomularz.

## Życiorys
Urodził się w roku 1751, jako syn Mateusza, stolnika smoleńskiego(?). Pierwsze nauki pobierał w Poznaniu. W wieku zaledwie 17 lat walczył u boku swego ojca podczas konfederacji barskiej. Wkrótce potem wstąpił do wojska. W roku 1786 podpisywał się jako "kapitan auditor kaw. narod. D. W. P.". Wkrótce potem poślubił Franciszkę Osińską. Związek ten nie był jednak udany – w roku 1790 nastąpił rozwód.
Absolwent Szkoły Rycerskiej, uczestnik insurekcji kościuszkowskiej (jako porucznik 1 Brygady Wielkopolskiej Kawalerii Narodowej), major Legionów Polskich we Włoszech. W okresie powstania kościuszkowskiego początkowo (do 30 czerwca 1794) pełnił urząd komisarza porządkowego Księstwa Mazowieckiego. Później został członkiem Departamentu Żywności Komisariatu Wojennego Rady Zastępczej Tymczasowej, a następnie stał się członkiem Departamentu Umundurowania Komisariatu Wojennego Rady Najwyższej Narodowej. 9 sierpnia 1794 uzyskał awans na stopień majora. Począwszy od 1 września służył pod rozkazami H. Dąbrowskiego w 7. Brygadzie Kawalerii Narodowej i wziął czynny udział w wyprawie wielkopolskiej.
Po upadku insurekcji kościuszkowskiej wyjechał do Francji. Dwa lata później (luty 1797) przebywał w Grodnie, gdzie ofiarował Stanisławowi Augustowi swój poemat Stanislaida. Wkrótce potem zamieszkał w Warszawie. W roku 1802 podróżował z T. Czackim po Prusach i Warmii. W 1805 roku podczas pojedynku zranił Wincentego Krasińskiego, czego trwałym śladem była blizna na twarzy pułkownika. W 1806 wziął udział w wojnie przeciwko Prusom, walcząc w szeregach armii Księstwa Warszawskiego. W roku 1807 był komisarzem 3. Legii, a począwszy od 24 czerwca 1808 służył w 1. Dywizji. Jesienią roku 1808 odznaczony Krzyżem Kawalerskim Virtuti Militari. Rok później (1809) pełnił już, w stopniu pułkownika, funkcję komisarza wojennego w Warszawie. 19 września został awansowany na komisarza wojennego I klasy.
Jeden z bardziej poczytnych ówcześnie poetów Księstwa Warszawskiego. Był członkiem korespondentem (od 1807) Towarzystwa Warszawskiego Przyjaciół Nauk. W roku 1814 uhonorowany orderem Św. Stanisława III klasy. Był członkiem loży wolnomularskiej Bracia Zjednoczeni w roku 1820 (I stopień wtajemniczenia). Zmarł w Warszawie, w wieku 71 lat (13 kwietnia 1822), pochowany w  Pęcicach.

## Twórczość
Napisał mnóstwo wierszy okolicznościowych. Jego z trudem ukrywany konformizm i zabieganie o łaski każdej władzy zyskały mu w Królestwie Kongresowym dość nieprzychylną opinię publiczności. Po Warszawie krążył wówczas wiersz:
Jakikolwiek jest los Polski, 

Zawsze wiersze pisze Molski.  

Idzie Molski, w ręku oda 

Dla Jezusa, dla Heroda,  

A za pasem wierszy trzysta 

Dla przyszłego Antychrysta.  

### Ważniejsze utwory
1. Wiersz na śmierć... Magdaleny z Brzechffów Łubiny, starościny stawiszyńskiej... przez... kapitana auditora kaw. narod. D. W. P. napisany d. 30 marca 1786, Leszno (1786), wyd. następne zobacz Wydania zbiorowe poz. 1, t. 1, s. 1-4
2. Stanislaida, albo uwagi nad panowaniem Stanisława Augusta króla polskiego, obejmujące wydarzenia w Polsce aż po rok 1796, powst. przed lutym roku 1797, wyd. Warszawa 1831; liczne kopie w rękopisach (przeważnie pt. Uwagi nad panowaniem Stanisława Augusta): Biblioteka Jagiellońska, sygn. 4355–4356, 5796, 5830; Biblioteka PAN Kraków, sygn. 11-12, 445; Ossolineum, sygn. 884/II, 1028/II, 1559/I, 1795/I (tu z przedmową do króla), 2121/I, 3515/I, 5307/I, 5600/II, 6265/I, 8063/I, 9801/I, 9802/I, 12359/I (Zbiory Pawlikowskich, sygn. 62); Biblioteka Akademii Nauk USRR we Lwowie (Zbiory Baworowskich, sygn. 784/I, 1248/I); Biblioteka Uniwersytetu Wileńskiego, sygn. 2378; Biblioteka Kórnicka, sygn. 2611
3. Na dzień 19 marca do... Józefa Poniatowskiego, brak miejsca wydania (prawdopodobnie 1809?), wyd. następne zobacz Wydania zbiorowe poz. 1, seria II, s. 22-25
4. Do wojska narodowego powracającego do Warszawy po wojnie austriackiej 18 grudnia 1809 (Warszawa 1809), wyd. następne zobacz Wydania zbiorowe poz. 1, seria II, s. 53-63
5. Na przyjazd Najjaśniejszego Pana (Fryderyka Augusta) do Warszawy... d. 17 maja 1810 roku, brak miejsca wydania (1810), wyd. następne zobacz Wydania zbiorowe poz. 1, seria II, s. 14-17; przekł. łaciński: J. Przybylski, "Gazeta Krakowska" i osobno (Kraków) 1811
6. Śpiew historyczny na obchód Sz∴ Z∴ S∴ J∴ pop nazwiskiem BB∴ Zjednoczonych Polaków, w dzień imienin NP∴ B∴ Aleksandra Rożnieckiego M∴ tejże Loży, d. 3 maja 1810 przez M. M., brak miejsca wydania (1810)
7. Duma z okoliczności wojny 1812 roku do moich współbraci, brak miejsca wydania (1812); także przedr. w Wydaniach zbiorowych poz. 1, seria II pt. Uwagi nad wypadkami kampanii 1812
8. W dzień Nowego Roku ruskiego 1814 do JW. Senatora Państwa Rosyjskiego... Łańskiego, brak miejsca wydania (1814)
9. Kolęda obywatelska na rok 1814 do JW. Antoniego Korwin Bieńkowskiego, sędziego apelacyjnego Księstwa Warszawskiego, brak miejsca wydania (1814), wyd. następne zobacz Wydania zbiorowe poz. 1, seria II, s. 250-261
10. Do JW. X. Antonina Malinowskiego, biskupa cynneńskiego... w dzień imienin, 10 maja 1814, Warszawa (1814), wyd. następne zobacz Wydania zbiorowe poz. 1, seria II, s. 334-336
11. Bukiet dla JW. Zofii z książąt Czartoryskich... Zamoyskiej, w oktawie imienin, d. 22 maja 1814, brak miejsca wydania 1814, wyd. następne zobacz Wydania zbiorowe poz. 1, seria II, s. 369-372
12. Do Generała Dywizji Jana Henryka Dąbrowskiego, na powrót jego z Paryża w dzień imienin, 24 czerwca 1814, brak miejsca wydania (1814), wyd. następne zobacz Wydania zbiorowe poz. 1, seria II, s. 132-134, (podpisane: Dawny podkomendny)
13. Do... Teresy z książąt Lubomirskich księżnej Jabłonowskiej dnia 24 lipca 1814, brak miejsca wydania (1814)
14. Do... Ignacego hr. Nałęcz z Małoszyna i Raczyna Raczyńskiego, arcybiskupa gnieźnieńskiego... na dzień imienin, d. 31 lipca 1814 r., brak miejsca wydania (1814), wyd. następne zobacz Wydania zbiorowe poz. 1, seria II, s. 76-82
15. Na obchód imienin Najjaśniejszego Aleksandra Pawłowicza Imperatora... d. 30 sierpnia (11 września) 1814 roku, brak miejsca wydania (1814), wyd. następne zobacz Wydania zbiorowe poz. 1, seria II, s. 163-166
16. Do J. Cesarzewiczowej Mości Konstantego Pawłowicza W. X. Ros., Najwyższego Dowódcy Wojsk Polskich, na przyjazd do Warszawy d. 14/26 września 1814, brak miejsca wydania (1814)
17. Z powinszowaniem imienin JW. Ksaweremu Kosseckiemu generałowi... dnia 4 grudnia 1814, brak miejsca wydania (1814)
18. Święto narodowe z powodu przywrócenia Królestwa Polskiego i ogłoszenia zasad konstytucyjnych d. 20/8 czerwca 1815 roku, Lublin 1815 (2 wydania), wyd. następne zobacz Wydania zbiorowe poz. 1, seria II, s. 64-69
19. Na dzień imienin J. O. Księcia Jmci p. hr. Nałęcz z Małoszyna i Raczyna Raczyńskiego, arcyb. gnieźń. 1815, brak miejsca wydania 1815, wyd. następne zobacz Wydania zbiorowe poz. 1, seria II, s. 94-98
20. Na pożądane przybycie N. Aleksandra I... do Warszawy... 1815, 12 listopada (31 października), brak miejsca wydania 1815, wyd. następne zobacz Wydania zbiorowe poz. 1, seria II, s. 167-172
21. W dzień imienin... Tomasza Wawrzeckiego... ministra sprawiedliwości... 1815 r., d. 21 grudnia, brak miejsca i roku wydania; także przedr. w Wydaniach zbiorowych poz. 1, seria II, s. 397
22. Do Jaśnie Oświeconego... Adama Czartoryskiego, Vice-Prezesa w Rządzie Najwyższym... d. 24 grudnia 1815 r., brak miejsca i roku wydania, wyd. następne zobacz Wydania zbiorowe poz. 1, seria II, s. 181-182
23. Właściciel domku w Warszawie uciążony kwaterunkiem od 1806 do 1815 roku, brak miejsca wydania (1815), wyd. następne zobacz Wydania zbiorowe poz. 1, seria II, s. 216-226; rękopis: Biblioteka Jagiellońska, sygn. 3729
24. Na dzień imienin J. W. Józefa Zajączka generała piechoty... namiestnika w Królestwie Pol... dnia 19 marca 1816, brak miejsca wydania 1816, wyd. następne zobacz Wydania zbiorowe poz. 1, seria II, s. 183-186
25. Do JW. Antoniego Korwin Bieńkowskiego... w dzień imienin, dnia 13 czerwca 1816. Od przyjaciela, brak miejsca wydania (1816), wyd. następne zobacz Wydania zbiorowe poz. 1, t. 1, s. 119-123
26. Do J. Ośw. Księcia Jeg. Namiestnika Królewskiego (Zajączka) w dzień imienin, d. 19 marca 1818 r., brak miejsca wydania (1818), wyd. następne zobacz Wydania zbiorowe poz. 1, seria II, s. 190-191
27. Do Jw. Kajetana Koźmiana... w dzień imienin, d. 7 sierpnia 1818 r., brak miejsca wydania (1818); także przedr. w Wydaniach zbiorowych poz. 1, seria II, s. 367-368
28. Na dzień imienin JWnego... Jacka Małachowskiego... dnia 16 sierpnia 1818, brak miejsca wydania (1818), wyd. następne zobacz Wydania zbiorowe poz. 1, seria II, s. 325-327
29. Wiersz na obchód weselny... Hermolausa Jordana majora wojsk polskich z... Martyną Zaborowską... dnia listopada 1818 r. Przez X. J. S. P., brak miejsca wydania (1818)
30. Bukiet w dzień imienin J. W. Barbary z Chłapowskich Dąbrowskiej generałowej... ręką dziewięcioletniej Anieli Molskiej uwity d. 4 grudnia 1818 r., brak miejsca wydania (1818), wyd. następne zobacz Wydania zbiorowe poz. 1, t. 1, s. 135-137
31. Kolęda na rok 1819. Do JW. Hiacynta... Małachowskiego..., brak miejsca wydania (1818), wyd. następne zobacz Wydania zbiorowe poz. 1, seria II, s. 328-330
32. Podziękowanie... Szulcowi kreisfizykowi... za utrzymanie przy życiu... Arcyb. Hrabi Raczyńskiego. W-wa d. 12 marca 1819, brak miejsca wydania 1819
33. Do J. Ośw. Księcia Jeg. Namiestnika Królewskiego w dzień imienin, d. 19 marca 1819 r., brak miejsca wydania (1819), wyd. następne zobacz Wydania zbiorowe poz. 1, seria II, s. 194-195
34. W dzień rocznicy urodzin JW. Kazimierza hr. Raczyńskiego... kończącego w tym dniu rok 80 życia, w imieniu przyjaciół solenizanta od przyjaciela domu d. 20 marca 1819, brak miejsca wydania (1819), wyd. następne zobacz Wydania zbiorowe poz. 1, t. 1, s. 104-105
35. Do J. W. Ignacego Sobolewskiego, ministra sekr. stanu... wiersz na dzień imienin, posłany z Warszawy do Petersburga d. 20/8 lipca 1819 roku, brak miejsca wydania (1819), wyd. następne zobacz Wydania zbiorowe poz. 1, t. 1, s. 140-141
36. M. M. z powinszowaniem imienin J. W. Ignacemu Plichcie, sędziemu Najw. Tryb... d. 3 sierpnia 1819, brak miejsca wydania (1819)), wyd. następne zobacz Wydania zbiorowe poz. 1, t. 2, s. 278-279
37. Z powinszowaniem imienin J. W. Dominikowi Borakowskiemu, sędziemu Najw. Tryb... d. 4 sierpnia 1819, brak miejsca wydania (1819)), wyd. następne zobacz Wydania zbiorowe poz. 1, t. 2, s. 270
38. Na dzień 17 sierpnia 1819 r. Wiersz posłany JW. Hiacynt. hr. Nałęcz Małachowskiemu..., brak miejsca wydania (1819)), wyd. następne zobacz Wydania zbiorowe poz. 1, t. 1, s. 106
39. Z powinszowaniem imienin W. Ł. Dahlen, brak miejsca wydania 1819
40. Na dzień imienin J. O. Magdaleny z hr. Raczyńskich księżny Lubomirskiej. Wiersz posłany na Wołyń do Krzywina 1819, brak miejsca wydania (1819)), wyd. następne zobacz Wydania zbiorowe poz. 1, t. 1, s. 126-128
41. Na śmierć Józefa Księcia Poniatowskiego, naczelnego dowódcę(!) Wojsk Polskich, marszałka państwa francuskiego, poległego w bitwie pod Lipskiem w d. 19 października 1813. Przez jednego z wysłużonych w wojsku, brak miejsca wydania (1819); wyd. następne zobacz Wydania zbiorowe poz. 1, seria II, s. 29-36; rękopisy: Biblioteka Jagiellońska, sygn. 3729; Ossolineum, sygn. 884/II, 5600/II
42. Do J. W. Jana Węgleńskiego, brak miejsca wydania 1819, wyd. następne zobacz Wydania zbiorowe poz. 1, t. 1, s. 155-157; seria II, s. 391-393
43. Śmierć księcia Zajączka. (wiersz satyryczny), brak miejsca wydania (1819)
44. Do obywatela Franciszka Ksawerego Wyszkowskiego brygadiera (Warszawa 1819?), rok podany za Estreicherem
45. Do dziedzica Pęcic w dzień imienin J. W. Antoniego Korwin Bieńkowskiego... d. 13 czerwca 1820, brak miejsca wydania (1820), wyd. następne zobacz Wydania zbiorowe poz. 1, t. 3, s. 186-188; seria II, s. 247-249
46. Na dzień imienin Aleksandra I..., brak miejsca wydania (1820); wyd. następne zobacz Wydania zbiorowe poz. 1, seria II, s. 175-177
47. Z powinszowaniem imienin JW. Marcinowi Badeniemu... d. 11 listopada 1820, brak miejsca wydania (1820); wyd. następne zobacz Wydania zbiorowe poz. 1, seria II, s. 344-346
48. Na dzień imienin Najjaśniejszego Cesarza Wszech Rosji, Króla Polskiego. W-wa d. 30 sierpnia (11 września) 1821, Warszawa 1821; wyd. następne zobacz Wydania zbiorowe poz. 1, t. 3, s. 23-24
49. Na dzień imienin do J. C. M. Konstantego Pawłowicza, Warszawa 1821
50. Pochwała pogrzebowa, czyli prawdziwy obraz Łykacego Gintera, malarza ciążeńskiego, ; wyd. następne zobacz Wydania zbiorowe poz. 1, t. 3, s. 98-103; fragmenty przedr. J. W. Gomulicki: Testament człowieka poczciwego, "Nowe Książki" 1959, nr 17.

Wiele utworów nieogłoszonych za życia autora wydano w Wydaniach zbiorowych.
Szereg jego wierszy ogłoszono ponadto w zbiorach i czasopismach, m.in.: "Dziennik Wileński" (1821); "Przegląd Poznański" (1856, s. 40-43); "Przyjaciel Ludu" (tu wiersz: Do Matusiewicza przy objęciu ministerstwa skarbu w r. 1811, 1843, t. 2); Wybór powieści erotycznych wierszem i prozą. Nowa edycja. Knidos, (Warszawa) 1809; Zbiór pism tyczących się dziejów Polski, Gdańsk brak roku wydania.
Wiersze: Do Adama Bronic... z 24 grudnia 1812 r.; Do Łusi kucharki – ogł. K. W. Wójcicki w: Życiorysy znakomitych Polaków t. 2, Warszawa 1851.
Liczne utwory Molskiego znajdują się w rękopisach: Archiwum Główne Akt Dawnych (Archiwum Wilanowskie, sygn. 221); Biblioteka Jagiellońska, sygn. 3729, 3760–3761, 5522; Biblioteka PAN Kraków, sygn. 614-615, 1285; Ossolineum, sygn. 327/II, 780/II, 884/II, 930/II, 1087/III, 1285/I, 1595/I, 2584/III (Wiersz na sejm grodzieński), 2875/I, 5345/I (Dzieła poetyckie... zebrane w 1829 przez J. Kruszyńskiego), 5346/I, 5599/I, 5600/II, 6265/I, 8063/I, 12252/I, 12980/I, 12982/II (Zbiory Pawlikowskich, sygn. 13, 60, 273).

### Przekłady
1. Kolęda na rok 1800, czyli dwie sowy. Bajka z pism Saadego wyjęta, wyd. zobacz Wydania zbiorowe, poz. 1, seria II, s. 234-238
2. P. M. Vergilius: Eneida, fragm. ksiąg 2, 4 i 6; wyd. w prospekcie: Ogłoszenie dzieła pt. Eneida Wirgiliusza, (Warszawa 1801); "Nowy Pamiętnik Warszawski" 1801, s. 339-348; przedr. zobacz Wydania zbiorowe poz. 1, t. 1, s. IX-XII i 22-32.

### Wydania zbiorowe
1. Pisma... Z pośmiertnych rękopisów zebrał W. Radliński t. 1-3, Warszawa 1856–1857; seria II, Warszawa 1865; zawartość t. 1 (1856): Ważniejsze utwory poz. 1, 25, 30, 34-35, 38, 40, 42; Przekłady poz. 2; ponadto inne wiersze okolicznościowe do ponad 60 adresatów – t. 2 (1856): Ważniejsze utwory poz. 36-37 oraz inne wiersze okolicznościowe do ponad 100 adresatów, m.in.: Do pewnej drukarni 18.XI.1817; Pająk (bajka); Żaba (bajka) – t. 3 (1857): Ważniejsze utwory poz. 45, 48, 50, liczne wiersze okolicznościowe oraz: Powrót do Boga; Rezygnacja; Gość w Ciążeniu; Opis wojny zdrowia z chorobą; Sic tulerunt fata; Obywatel mazowiecki do obywatela kaliskiego; na s. 85-88 zamieszczony błędnie jako utwór Molskiego słynny wiersz Do bizuna przypisywany A. Naruszewiczowi, F. Bohomolcowi i F. Zabłockiemu – seria II (właściwie t. 4 Pism...): Ważniejsze utwory poz. 3-5, 7, 9-12, 14-15, 18-24, 26-28, 31, 33, 41-42, 45-47; Przekłady poz. 1; liczne wiersze okolicznościowe, m.in.: Obywatel powiatu kościańskiego do obywateli sejmujących w Warszawie 1811 roku; Hymn o świętym Ignacym Loyoli. Do Ignacego Raczyńskiego (powst. około 1814); Pożegnanie Francuzów opuszczających Drezno dnia 12 listopada 1813 r.; Do ludzkości 1796; ponadto szereg wierszy przedrukowano z t. 3; zobacz też Listy poz. 4
2. Wyjątki z pism..., Warszawa 1858.

### Listy
1. Do Jana Śniadeckiego z roku 1802, rękopis: Biblioteka Jagiellońska, sygn. 3131
2. Do Barbary z Chłapowskich Dąbrowskiej z roku 1816, rękopis: Ossolineum, sygn. 12192/II
3. Do nieznanego adresata (lekarza) z 24 czerwca 1819, wyd. zobacz Wydania zbiorowe poz. 1, t. 1, s. VII, (w wydawnictwie tym przeważająca liczba wierszy – to listy wierszem, adresowane i datowane, często pisane w sprawach bardzo konkretnych; poza tym jest tam kilka listów prozą przetykanych tylko wierszami z lat 1807–1821 i bez daty, pisanych m.in. do J. H. Dąbrowskiego, I. Raczyńskiego, K. Wichlińskiego)
4. Od T. Czackiego 3 listy z lat 1801–1802, ogł. T. Wierzbowski w: Materiały do dziejów piśmiennictwa polskiego t. 2, Warszawa 1904
5. Od Jana Śniadeckiego z 9 października 1802, ogł. T. Wierzbowski w: Materiały do dziejów piśmiennictwa polskiego t. 2, Warszawa 1904, s. 154 (z błędnym wskazaniem S. B. Lindego jako adresata), przedr. w: Korespondencja Jana Śniadeckiego. Listy z Krakowa t. 2: 1787–1807, wyd. M. Chamcówna, S. Tync, Wrocław 1954 (z ustaleniem M. Molskiego jako adresata)
6. Od J. H. Dąbrowskiego z 7 sierpnia 1808, ogł. B. Pawłowski: Nieznany list gen. J. H. Dąbrowskiego, "Kurier Warszawski" 1928, nr 257.